# Neuherberg (Oberschleißheim)

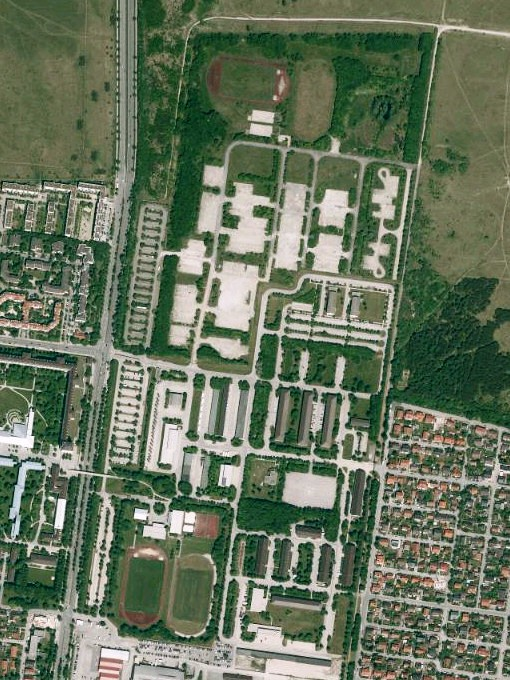
Fürst-Wrede-Kaserne

Neuherberg ist ein Gemeindeteil von Oberschleißheim im oberbayerischen Landkreis München.

## Lage
Neuherberg am Nordrand von München und im südöstlichen Gemeindebereich von Oberschleißheim: zwischen der Panzerwiese im Westen und Fröttmaning im Osten und Süden (am Übergang der Ingolstädter Straße in die Ingolstädter Landstraße (B 13)).

## Geschichte
Als Kurfürst Maximilian seinen Besitz in Schleißheim Anfang des 17. Jahrhunderts vergrößerte, erwarb er auch Neuherberg.
Um 1800 bestand der damalige Weiler aus drei Höfen und einem Wirtshaus an der Straße nach Pfaffenhofen. Er wurde Kaltherberg genannt. Im 19. Jahrhundert wurde der Ortsname Neyenherberg geschrieben.
Auf dem Gelände der einstigen Schweinemästerei, späteren Knabenerziehungsanstalt „Sancta Maria“ (unter Leitung von Maristen-Schulbrüdern) bzw. der hier nach 1938 eröffneten militärischen Versuchsstation, entstand am 31. Mai 1960 die Versuchs- und Ausbildungsstätte für Strahlenschutz der Gesellschaft für Kernforschung. Daraus ging am 23. Juni 1964 die Gesellschaft für Strahlenforschung (GSF) in der Organisationsform einer GmbH hervor, das heutige Helmholtz-Zentrum München.
Bis 2017 wurde im Süden, auf dem Gelände der ehemaligen Fürst-Wrede-Kaserne (welche zur Hälfte zu Neuherberg gehört), das Nachwuchsleistungszentrum des FC Bayern München errichtet.
Im Nordwesten liegt das Waldgebiet Hartelholz.
Nach Neuherberg ist die Neuherbergstraße in München benannt.